# Carlo R. Chapelle
Carlo R. Chapelle, né à Bruxelles le 20 janvier 1949 et mort le 7 novembre 2018, est un peintre, graveur, typographe, écrivain et historien d'art belge.

## Parcours
Carlo R. Chapelle s'est formé à l'Académie royale des beaux-arts de Bruxelles, où il suit les cours de sculpture.
Il commence à s'exprimer néanmoins par la peinture, produisant des paysages intimistes, des perspectives de collines enneigées et des natures mortes. Selon un critique, cité par Paul Piron, « la solitude impénétrable des plaines et des ciels, le bleu mystique reflètent sa nature très sensible ».
Artiste multiple et érudit, comme il y en avait à la Renaissance italienne, il se lance dans la typographie d'art et fonde l'officine typographique Aux maisons du Lièvre, et publie en tirage limité et sur beau-papier l’œuvre des poètes et des écrivains qui lui tiennent à cœur, comme Goethe, Edward Lear, ou des partitions de Bach et de Kodály, qu'il illustre de ses propres gravures sur bois ou sur cuivre.
Historien d'art, se nourrissant aux sources d'archives, il collabore comme chercheur au cabinet d'architecte MA² - Metzger et Associés Architecture, auprès de Francis Metzger.
Il est professeur à la Faculté d'Architecture La Cambre Horta de l'Université libre de Bruxelles.
Il avait à cœur de défendre le patrimoine architectural bruxellois, toujours menacé par une lente et insidieuse bruxellisation.

## Quelques publications
- 2007 : Carlo R. Chapelle, La Voie lactée ou quelques notes concernant l'hôtel Empain, Bruxelles, 2007 .
- 2009 : Carlo R. Chapelle, L'Aegidium, 2009
- 2010 : Carlo R. Chapelle, Étude sur l'hôtel Astoria, Bruxelles, 2010, 600 p. (non publié).
- 2014 : Carlo R. Chapelle, Quelques aspects de l'homme Jean-Baptiste Dewin, dans : Bruxelles patrimoines, n° 010, printemps 2014, pp. 6-13.
- 2014 : Carlo R. Chapelle, Dewin : un patrimoine fragile..., dans : Bruxelles patrimoines, n° 010, printemps 2014, pp. 84-91.
- 2014 : Carlo R. Chapelle, Projet d'une étude historique de la maison connue sous le nom de "Maison Saint-Cyr" construite en 1900-1903 par l'architecte Gustave Strauven (1878-1919), Bruxelles, 2014.
- 2015 : Carlo R. Chapelle, Notes pour servir au projet d'une histoire de Fond'Roy, 2015.

## Éditions d'art
- 1984 : Hommage à Max Elskamp gravé par Carlo R. Chapelle, Édition aux Maisons du Lièvre, 1984.